# 阿塞德家族陵寢
阿塞德家族陵寢，通稱哈菲茲·阿塞德陵寢（阿拉伯语：‎），在敘利亞復興黨政權時期的官方名稱是「不朽的領袖陵」（阿拉伯语：‎），為敘利亞政治家族阿塞德家族的陵園，主要以前總統哈菲茲·阿塞德與其長子巴塞勒·阿塞德的陵墓為核心，該陵寢位於國境西北側拉塔基亞省的卡爾達哈，該村落為阿塞德家族的故鄉。2024年12月8日，大馬士革陷落致使阿塞德政權垮台，同月11日陵墓被毀。

## 沿革

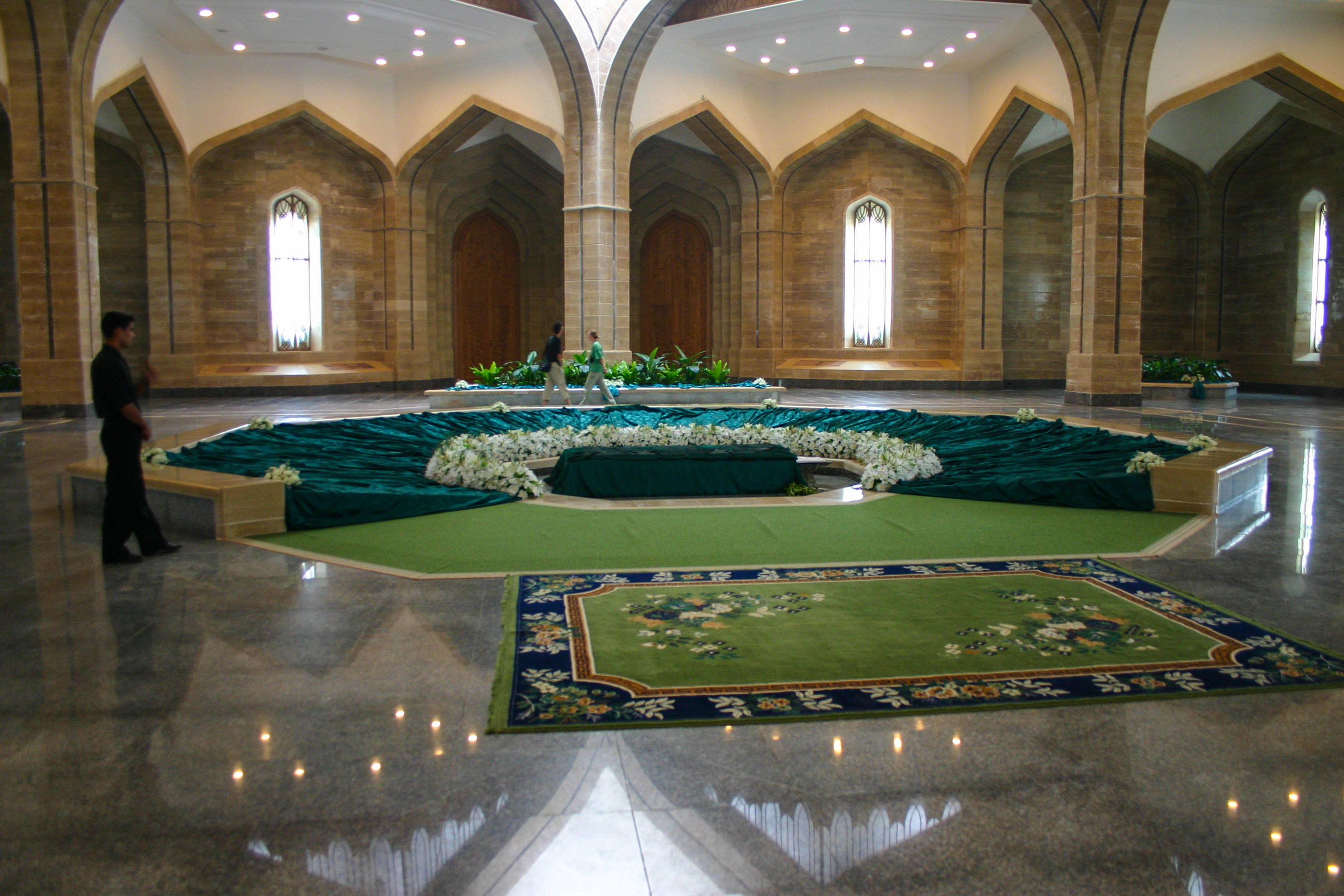
哈菲茲·阿塞德靈柩，攝於2005年

1989年，敘利亞政府委由建築師阿卜杜勒·拉赫曼·納桑（Abdul Rahman Naassan）設計納薩清真寺，並由時任總統哈菲茲·阿薩德的母親納薩·阿薩德（Na'sa Shalish al-Assad）贊助命名。 從此，卡爾達哈成為阿塞德政權推動個人崇拜運動的中樞。
1994年，敘利亞總統哈菲茲·阿塞德的長子暨指定接班人巴塞勒·阿塞德因車禍意外身亡，敘利亞政府將其安葬於家族故里的清真寺附近，並修建陵墓。2000年6月10日，哈菲兹·阿萨德因心脏病突发而猝逝，在大馬士革舉行國葬後空運移靈至故里的納薩清真寺，隨後安葬於陵寢正中，此後阿塞德父子陵墓由敘利亞安全部隊駐守維護，並開放遊客參觀。哈菲茲的次子、巴塞勒之弟巴沙尔·阿萨德在父親身故後接任叙利亚总统。
2024年12月阿塞德政權垮台後，哈菲茲·阿薩德與長子巴塞勒的陵墓被反抗軍掘墓，先遭踐踏後被焚屍，期間反抗軍士兵還對兩人遺體豎中指進行侮辱。

## 建築
陵寢為敘利亞古典與現代主義折衷風格建築，整體構造呈八角造型，室內設計潔淨內斂，內部空間廣大而寬闊，採多重圓拱式樣的挑高架構
，外部飾有《古蘭經》經文節選，以阿拉伯文書法石刻呈現於建物表面。

## 外部連結
- Tomb of Hafez al-Assad, Al Qardahah, Syria